# Saint-Benoît (Riunione)
Saint-Benoît è un comune francese di 34 907 abitanti situato nel dipartimento d'oltre mare di Réunion.

## Monumenti e luoghi d'interesse

### Architetture religiose
Chiesa di Sant'Anna

## Amministrazione

### Gemellaggi
Saint-Benoît è gemellata con:
- Quatre Bornes, Mauritius